# Lentini (cognome)
Lentini è un cognome di lingua italiana.

## Varianti
Il cognome non presenta varianti.

## Origine e diffusione
Il cognome è tipicamente siciliano.
Potrebbe derivare dal toponimo Lentini in provincia di Siracusa.

## Persone
- Licinia Lentini – attrice italiana
- Massimo Lentini – costumista e scenografo italiano
- Pablo Lentini Riva – musicista e scrittore italiano